# Knockderry Castle

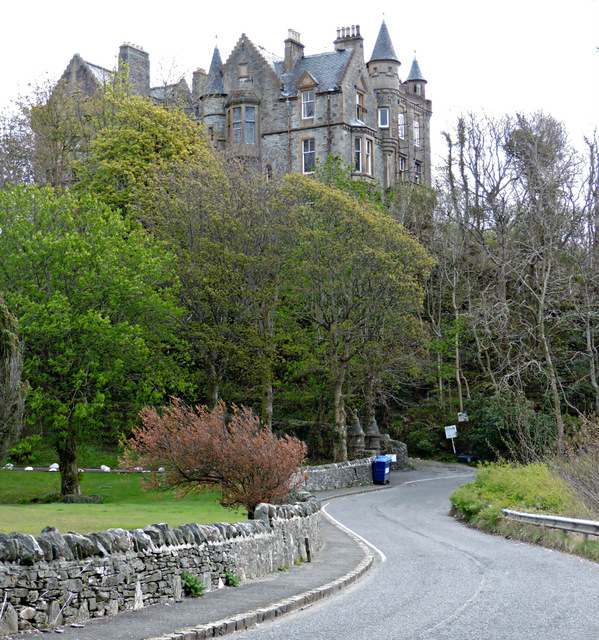
Knockderry Castle

Knockderry Castle bezeichnet ein Schloss in der schottischen Ortschaft Cove auf der Halbinsel Rosneath in der Council Area Argyll and Bute. Das Gebäude befindet sich am Nordrand des Küstenortes oberhalb von Cove Bay, einer weiten Nebenbucht des Meeresarmes Loch Long. 1980 wurde Knockderry Castle in die schottischen Denkmallisten in der höchsten Kategorie A aufgenommen.

## Beschreibung
Knockderry Castle entstand in den Jahren zwischen 1851 und 1854. Als Architekt war Alexander Thomson für die Planung verantwortlich. Das asymmetrische, dreistöckige Schloss besitzt einen rechteckigen Grundriss und weist stilistische Merkmale des Scottish Baronials auf. Im Jahre 1869 wurden mehrere Anbauten unter der Planung von John Honeyman hinzugefügt. Seine architektonische Bedeutung erhielt Knockderry Castle aber durch die umfassende Umgestaltung und Erweiterung durch den Architekten William Leiper in den Jahren 1896 und 1897, der insbesondere auch den Innenausbau prägte. Das Schloss besteht aus Bruchstein vom Sandstein. Zierbänder, Verzierungen und Faschen sind aus poliertem Sandstein gearbeitet und abgesetzt. Das Gebäude schließt mit schiefergedeckten Satteldächern ab, deren Giebel als Staffelgiebel gearbeitet sind. Die Ecktürme besitzen Kegeldächer, die von Wetterfahnen bekrönt sind.